# 髙島祥平
髙島 祥平（たかしま しょうへい、1990年8月4日 - ）は、埼玉県朝霞市出身の元プロ野球選手（投手）。右投右打。現在は中日ドラゴンズの打撃投手。

## 経歴

### プロ入り前
朝霞市立朝霞第二小学校時代は野球が嫌いで、2年生から6年生までアイスホッケーのクラブチーム「西武ホワイトベアーズ」でディフェンダーを担当。主将を務めた6年生の時には関東大会で優勝。東京都選抜チームにも選出され全国大会第3位。朝霞市立朝霞第二中学校では野球好きの父親に請われる形で軟式野球部に入部。Kボールの埼玉県選抜チーム「藤倉オールスターズ」（現・埼玉スーパースターズ）ではエースとして全国優勝。続くアジア大会では準優勝。
帝京高校進学後は1年夏からベンチ入り。第88回全国高等学校野球選手権大会では背番号18を付け智辯和歌山高校戦に先発するも3回3失点で降板し、チームも9回裏に4点差を逆転されベスト8。第79回選抜高等学校野球大会ではベスト4。第89回全国高等学校野球選手権大会では優勝した佐賀北高校に敗れベスト8。高校時代の同級生に杉谷拳士、1学年上に中村晃、1学年下に原口文仁、2学年下に山﨑康晃がいる。
2008年のドラフト会議で中日ドラゴンズから4位指名を受け、入団。

### プロ入り後
2009年は二軍スタートだったが練習試合で好投し、春季キャンプ終盤に山本昌、平井正史とともに一軍に合流した。そして、2月28日の東京ヤクルトスワローズとのオープン戦で1994年の平田洋以来15年ぶりとなる高校生新人投手の登板を果たす。しかし、上田剛史に2ランを打たれるなど1イニング4安打1四球3失点と結果を残すことはできず、開幕は二軍で迎えた。ファームでは中継ぎで起用されていたが、5月5日のベーブルース杯の決勝戦に先発で出場。5回を1安打無失点に抑え、チームの初優勝に貢献した。
2010年6月6日の対埼玉西武ライオンズ戦でリリーフとしてプロ入り初登板するも、1回5失点とほろ苦いデビューとなった。この年の一軍登板は結局この1試合のみで、防御率45.00という数字が残った。
2011年は一度も一軍に昇格することができず、背番号35をこの年のドラフト4位で入団した辻孟彦に譲る形となり、68に変更された。
2012年も一軍登板は一度もなく、10月2日に球団から戦力外通告を受けた。その後、12球団合同トライアウトを受験するも、打者4人に対し被安打1与四球2と結果を残すことができず、現役を引退した。

### 引退後
2013年10月22日、中日に打撃投手として採用されることが発表され、1年振りに復帰することとなった。

## 選手としての特徴・人物
小柄なオーバースロー右腕でありながら、野球は中学校入学後から取り組んだものの、それまでのアイスホッケーで鍛えた力を活かし、高校3年の春には最速の152km/hを計測した。変化球の主な持ち球はスライダーを武器に打者を打ち取る。しかし、プロでは制球力に難があるなど課題を残していた。
帝京高校時代、1学年後輩の原口文仁とは帰り道がいつも一緒で、互いのプロ入り後も友人のような関係を続けた。

## 詳細情報

### 年度別投手成績
| 年 度     | 球 団     | 登 板 | 先 発 | 完 投 | 完 封 | 無 四 球 | 勝 利 | 敗 戦 | セ 丨 ブ | ホ 丨 ル ド | 勝 率 | 打 者 | 投 球 回 | 被 安 打 | 被 本 塁 打 | 与 四 球 | 敬 遠 | 与 死 球 | 奪 三 振 | 暴 投 | ボ 丨 ク | 失 点 | 自 責 点 | 防 御 率 | W H I P |
| --------- | --------- | ----- | ----- | ----- | ----- | -------- | ----- | ----- | -------- | ----------- | ----- | ----- | -------- | -------- | ----------- | -------- | ----- | -------- | -------- | ----- | -------- | ----- | -------- | -------- | ------- |
| 2010      | 中日      | 1     | 0     | 0     | 0     | 0        | 0     | 0     | 0        | 0           | ----  | 10    | 1.0      | 3        | 0           | 4        | 0     | 0        | 1        | 2     | 0        | 5     | 5        | 45.00    | 7.00    |
| 通算：1年 | 通算：1年 | 1     | 0     | 0     | 0     | 0        | 0     | 0     | 0        | 0           | ----  | 10    | 1.0      | 3        | 0           | 4        | 0     | 0        | 1        | 2     | 0        | 5     | 5        | 45.00    | 7.00    |

### 記録
- 初登板：2010年6月6日、対埼玉西武ライオンズ3回戦（ナゴヤドーム）、8回表に3番手で救援登板、1回5失点
- 初奪三振：同上、8回表に岸孝之から空振り三振

### 背番号
- 35 （2009年 - 2011年）
- 68 （2012年）
- 112 （2014年 - ）